# København (skoleskib)
 For alternative betydninger, se København (flertydig). (Se også artikler, som begynder med København)
Skoleskibet København var en femmastet bark (med en B&W dieselmotor på 508 hk som hjælpemaskine) tilhørende ØK, søsat 1921, og var verdens største sejlskib. Fører på skibets første rejse (26. oktober 1921 – 7. november 1922) var kommandørkaptajn og teknisk direktør i A/S Det Østasiatiske Kompagni (EAC) baron Niels Juel-Brockdorff.
Skibet blev bestilt i 1913, og skroget stod færdigt i 1915, men grundet 1. verdenskrig blev skibet ikke færdigbygget. Skroget blev slæbt til Gibraltar, omdøbt til "Black Dragon" og blev brugt som kuldepot.
Efter 1. verdenskrig blev et nyt skrog bygget efter de oprindelige tegninger, og skibet blev endelig færdigbygget og søsat 24 marts 1921. Under kaptajn Hans Ferdinand Andersen forsvandt skibet sporløst i december 1928 eller i januar 1929 med 59 mand om bord efter at have forladt Buenos Aires med kurs mod Australien. Hvad der forårsagede Københavns forlis er aldrig blevet opklaret.